# 2008–2009-es román labdarúgó-bajnokság (első osztály)
A 2008-2009-es Liga I a 91. román elsőosztályú labdarúgó-bajnokság. A címvédő a CFR 1907 Cluj csapata. A bajnokság 2008. július 26-án kezdődött. A liga (LPF) 2009. július 8-án hozott döntésével a FC Argeș Pitești csapatát korrupciós botrány miatt visszaléptette a másodosztályba.

## Táblázat
# = Helyezés; M = Játszott Meccsek száma; Gy = Győzelem; D = Döntetlen; V = Vereség; Lg = Lőtt gólok; Kg = Kapott gólok; Gk = Gólkülönbség; Pont = Pontok
Rendezési elv: 1. Pontszám; 2. Gólkülönbség; 3. Lőtt gólok száma
1 A Timișoara együttesétől 6 pontot levontak.

## Kereszttábla
|                 | ARG | BRA | CFR | DIN | FAR | GAZ | GBI | GBU | OTO | OGA | PAN | PIA | RAP | FCSB | TIM | URZ | UCR | VAS |
| --------------- | --- | --- | --- | --- | --- | --- | --- | --- | --- | --- | --- | --- | --- | ---- | --- | --- | --- | --- |
| Pitești         |     | 1-0 |     |     | 3-0 | 2-0 |     | 1-1 | 1-1 | 3-2 | 2-1 | 3-0 | 1-0 | 2-2  | 1-1 | 0-0 | 1-1 |     |
| Brașov          | 1-0 |     | 1-1 | 2-0 |     | 2-1 | 0-0 | 4-0 | 2-0 |     | 2-1 |     | 0-0 | 1-0  |     | 1-0 | 1-1 | 0-0 |
| CFR             | 2-0 |     |     | 1-0 | 3-0 | 2-1 | 2-2 | 2‑0 | 1-0 | 1-1 |     | 0-0 | 0-0 | 1-1  |     | 1-0 | 1-1 | 3-0 |
| Dinamo          | 2-0 |     |     |     | 1-0 | 1‑0 | 5-0 | 4-1 | 0-0 | 1-0 | 3-0 | 2-0 | 3-0 | 1-1  |     | 0-1 | 1-0 | 4-1 |
| Farul           |     | 1-1 | 0-1 | 1-4 |     |     | 2-1 | 2-0 | 1-0 | 1-1 | 1-0 | 0-3 | 0-2 | 1-4  | 1-1 |     | 0-3 | 1-0 |
| Gaz Metan       | 2-2 | 0-0 |     | 1-1 | 0-1 |     |     | 2-0 | 3-0 | 2-2 | 2-1 | 1-0 |     | 0-1  | 5-1 | 1-0 | 2-5 |     |
| Gloria Bistriţa | 2-0 |     | 1-2 | 1-2 | 1-0 | 1-0 |     | 2-0 |     | 3-0 |     | 3-1 | 1-3 | 2-2  | 0-1 | 0-1 | 2-0 | 0-3 |
| Gloria Buzău    | 3-1 | 0-2 | 0-1 | 1-3 | 0-1 | 1-2 |     |     | 0-1 | 0-2 | 0-1 | 1-1 |     |      | 1-2 | 1-5 | 0-2 |     |
| Otopeni         | 1-2 | 2-2 | 0-4 | 2-3 |     | 2-0 | 0-1 |     |     | 0-1 | 0-1 |     | 1-2 | 0-1  | 2-2 | 1-2 |     | 0-2 |
| Oţelul          |     | 2-1 | 1-1 |     | 2-0 | 3-1 | 1-0 | 1-2 | 3-1 |     | 0-0 | 3-2 | 2-1 | 2-0  | 2-2 |     | 0-2 | 0-1 |
| Pandurii        | 3-1 | 0-0 | 2-1 | 1-1 |     | 1-0 | 1-1 | 1-0 | 1-1 |     |     |     | 2-0 | 2-0  | 0-1 | 1-5 |     | 1-0 |
| Poli Iași       |     | 1-1 | 0-1 | 1-0 | 2-1 |     | 1-0 |     | 2-0 | 2-1 | 1-1 |     | 1-2 | 0-2  | 0-2 | 0-2 | 1-0 | 1‑3 |
| Rapid           | 1-3 | 3-1 | 1-0 | 2-1 | 1-0 | 4-2 | 3-0 | 1-0 |     | 4-0 | 2-0 |     |     | 0-0  | 0-2 | 1-2 |     | 2-2 |
| Steaua          | 2-0 | 2‑1 | 1-1 |     | 1-1 | 4-0 | 1-0 | 1-1 | 1-1 |     | 1-0 | 1-0 |     |      | 2-2 | 1-0 |     | 1-1 |
| Timișoara       | 2-1 | 4-0 | 2-1 | 0-3 |     | 0-0 | 1-0 | 4-1 | 3-1 |     | 3-0 | 3-0 | 1-0 |      |     |     | 1-0 | 3-1 |
| Unirea          | 3-2 | 0-0 |     |     | 1-0 | 4-0 |     | 2-1 | 1-0 | 3-1 | 2-0 | 0-1 | 1-1 |      | 1-1 |     | 1-2 | 1-0 |
| Craiova         | 1-0 | 0-0 | 4-1 | 2-0 | 3-2 |     | 0-0 |     | 2-2 | 1-0 | 2-0 | 2-0 | 0-0 | 0-0  | 1-3 | 0-0 |     |     |
| Vaslui          | 0-1 | 0-1 | 2-1 | 1-2 | 4-2 | 1-1 | 1-0 | 3-0 |     | 2-1 |     | 2-0 |     | 1-0  | 4-3 | 0-2 | 1-1 |     |

Utolsó frissítés: 2009. május 1.

## Góllövők
| Név                  | Gólok | Csapat                |
| -------------------- | ----- | --------------------- |
| Spadacio             | 13    | Rapid                 |
| Gheorghe Bucur       | 12    | Timișoara             |
| Florin Costea        | 11    | Craiova               |
| Marius Niculae       | 11    | Dinamo                |
| Ionel Dănciulescu    | 10    | Dinamo                |
| Yssouf Koné          | 9     | CFR                   |
| Gabriel Paraschiv    | 9     | Oţelul                |
| Alexandru Curtean    | 8     | Gaz Metan / Timișoara |
| Pandelísz Kapetánosz | 8     | Steaua                |
| Mike Temwanjera      | 8     | Vaslui                |
| Marius Bilașco       | 7     | Urziceni              |
| Florin Bratu         | 7     | Dinamo                |
| Artavazd Karamyan    | 7     | Timișoara             |
| Marius Onofraș       | 7     | Urziceni              |
| Bogdan Stancu        | 7     | Steaua                |
| Iulian Tameș         | 7     | Argeș                 |

Utolsó frissítés: 2008. május 1.

### Öngólok
- Zhivko Zhelev (Oţelul) - Gaz Metan-Oţelul 2-2
- Diogo Silva  (Gloria Buzău) - CFR-Gloria Buzău 2-0
- Josh Mitchell  (Craiova) - Bistriţa-Craiova 2-0
- Alexandru Tudose  (Gloria Buzău) - CFR-Gloria Buzău 2-0
- Andrej Pečnik  (Iași) - Iași-Steaua 0-2
- Dorel Stoica  (Craiova) - Craiova-Farul 3-2
- Nyema Gerhardt  (Otopeni) - Otopeni-Dinamo 2-3

## A részt vevő csapatok
| Egyesület       | Város         | Stadion                          | Kapacitás | A 2007-2008-as idény                      |
| --------------- | ------------- | -------------------------------- | --------- | ----------------------------------------- |
| Timișoara       | Temesvár      | Dan Păltinișanu Stadion          | 32 019    | 6. helyezés a Liga I-ben                  |
| Steaua          | Bukarest      | Ghencea Stadion                  | 28 000    | 2. helyezés a Liga I-ben                  |
| CFR             | Kolozsvár     | Dr. Constantin Rădulescu Stadion | 25 000    | 1. helyezés a Liga I-ben                  |
| Rapid           | Bukarest      | Valentin Stănescu Stadion        | 19 100    | 3. helyezés a Liga I-ben                  |
| Gloria Buzău    | Buzău         | Crâng Stadion                    | 18 000    | 14. helyezés a Liga I-ben                 |
| Pitești         | Pitești       | Nicolae Dobrin Stadion           | 16 500    | 1. helyezés a Liga II második szériájában |
| Farul           | Konstanca     | Farul Stadion                    | 15 500    | 13. helyezés a Liga I-ben                 |
| Dinamo          | Bukarest      | Dinamo Stadion                   | 15 300    | 4. helyezés a Liga I-ben                  |
| Oţelul          | Galaţi        | Oţelul Stadion                   | 13 500    | 8. helyezés a Liga I-ben                  |
| Brașov          | Brassó        | Silviu Ploieșteanu Stadion       | 12 670    | 1. helyezés a Liga II első szériájában    |
| Poli Iași       | Jászvásár     | Emil Alexandrescu Stadion        | 11 481    | 11. helyezés a Liga I-ben                 |
| Otopeni         | Otopeni       | Astra Stadion                    | 10 000    | 2. helyezés a Liga II első szériájában    |
| Vaslui          | Vászló        | Municipal - Vaslui Stadion       | 9 220     | 7. helyezés a Liga I-ben                  |
| Pandurii        | Zsilvásárhely | Tudor Vladimirescu Stadion       | 9 200     | 12. helyezés a Liga I-ben                 |
| Gloria Bistriţa | Beszterce     | Gloria Stadion                   | 8 100     | 10. helyezés a Liga I-ben                 |
| Gaz Metan       | Medgyes       | Gaz Metan Stadion                | 8 000     | 2. helyezés a Liga II második szériájában |
| Craiova         | Craiova       | Extensiv Stadion                 | 7 000     | 9. helyezés a Liga I-ben                  |
| Unirea          | Urziceni      | Tineretului Stadion              | 7 000     | 5. helyezés a Liga I-ben                  |

## Szerelések
| Csapat          | Mezszállító | Mezszponzor      |
| --------------- | ----------- | ---------------- |
| Pitești         | adidas      | Pic              |
| Brașov          | Diadora     | Roman            |
| CFR             | Nike        | Domo / Sigma     |
| Dinamo          | Nike        | Orange           |
| Farul           | Umbro       | Snc              |
| Gaz Metan       | Joma        | Transgaz         |
| Gloria Bistriţa | Puma        | Darimex          |
| Gloria Buzău    | hummel      |                  |
| Otopeni         | Kappa       | Urban            |
| Oţelul          | Nike        | Arcelor Mittal   |
| Pandurii        | Uhlsport    | Usmo             |
| Poli Iași       | Nike        | Iulius Mall Iași |
| Rapid           | Lotto       |                  |
| Steaua          | Nike        | Citibank         |
| Timișoara       | Lotto       | Balkan Petroleum |
| Urziceni        | Joma        |                  |
| Craiova         | adidas      | editie.ro        |
| Vaslui          | Umbro       | Ulerom           |

## Edzőváltások
| Csapat  | Távozott menedzser | A távozás módja | A távozás ideje   | Érkezett menedzser | A kinevezés ideje |
| ------- | ------------------ | --------------- | ----------------- | ------------------ | ----------------- |
| Dinamo  | Cornel Ţălnar      | Elbocsátották   | 2008. április 17. | Mircea Rednic      | 2008. április 17. |
| Otopeni | Liviu Ciobotariu   | Elbocsátották   | 2008. június 18.  | Miodrag Ješić      | 2008. június 21.  |
| Rapid   | Marian Rada        | Elbocsátották   | 2007. június 3.   | José Peseiro       | 2007. június 3.   |
| Vaslui  | Emil Săndoi        | Elbocsátották   | 2007. június 10.  | Viorel Hizo        | 2007. június 10.  |